# Peter Ibbetson (Taylor)
Peter Ibbetson, op. 21, és una òpera en tres actes composta per Joseph Deems Taylor sobre un llibret escrit per ell i Constance Collier, basat en Peter Ibbetson de George du Maurier. Es va estrenar el 7 de febrer de 1931 al Metropolitan Opera de Nova York

## Representacions
Incloent-hi l'estrena de 1931, l'òpera es va representar un total de 22 vegades al llarg de 4 temporades al Metropolitan, fins a la retirada dels escenaris dels cantants Lucrezia Bori (última representació al MET en març de 1936) i Edward Johnson, que l'havien estrenat el 1931. La darrera representació en aquest teatre fou també la darrera de la carrera d'Edward Johnson en el Metropolitan, el 4 d'abril de 1935.
El 29 de juny de 1960 l'Empire State Music Festival va representar l'òpera, emesa per ràdio. Licia Albanese va cantar el paper de Mary, que havia estrenat Lucrezia Bori. La cantant espanyola va ajudar Licia Albanese en la preparació del personatge. Un mes abans de la representació, el 14 de maig de 1960, Lucrezia Bori morí a Nova York.
El 1999 l'òpera va ser revifada en versió concert per l'Orquestra Simfònica de Seattle, amb Lauren Flanigan en el paper de Mary.

## Repartiment
| Paper                                  | Tessitura    | Estrena, 7 de febrer de 1931 (Director: Tullio Serafin) |
| -------------------------------------- | ------------ | ------------------------------------------------------- |
| Peter Ibbetson                         | tenor        | Edward Johnson                                          |
| Colonel Ibbetson, el seu oncle         | baríton      | Lawrence Tibbett                                        |
| Mary, Duquessa de Towers               | soprano      | Lucrezia Bori                                           |
| Mrs. Deane                             | mezzosoprano | Marion Telva                                            |
| Mrs. Glyn, la seva mare                | contralt     | Ina Bourskaia                                           |
| Achille, propietari de "La tête noire" | tenor        | Angelo Badà                                             |
| Major Duquesnois                       | baríton      | Léon Rothier                                            |
| El capellà de la presó de Newgate      | baríton      | Louis D'Angelo                                          |
| Charlie Plunkett                       | tenor        | Giordano Paltrinieri                                    |
| Guy Mainwaring                         | baríton      | Millo Picco                                             |
| Caminant                               | tenor        | Marek Windheim                                          |
| Diana Vivash                           | soprano      | Phradie Wells                                           |
| Marie                                  | soprano      | Santa Biondo                                            |
| Madge Plunkett                         | mezzosoprano | Grace Divine                                            |
| Victorine                              | soprano      | Philine Falco                                           |
| Una Germana de la Caritat              | mezzosoprano | Minnie Egener                                           |
| Un sirvent                             | baríton      | Alfredo Gandolfi                                        |

## Enregistraments
- 1932: Emès per ràdio, extractes del LP "Edward J Smith Golden Age of Opera" i posteriorment completat pel segell UORC.
- 1999: Anthony Dean Griffey, Lauren Flanigan, Richard Zeller; Cors i Orquestra Simfònica de Seattle; Gerald Schwarz. Naxos, 1999/2009.

## Curiositats
L'actriu June Lockhart, famosa posteriorment per la sèrie de televisió Lassie, va participar en 1933, quan tenia 8 anys, en una producció de l'òpera.